# 海南韶子
海南韶子（学名：Nephelium topengii）为无患子科韶子属下的一个种，是中国海南岛的特有物种。
与其同属的近缘物种有红毛丹（N. lappaceum；包括韶子）及葡萄桑（N. ramboutan-ake）等等。

## 扩展阅读
維基物種上的相關：海南韶子